# Baldassare Di Maggio
Baldassare Di Maggio (San Giuseppe Jato, 19 novembre 1954) è un mafioso italiano, esponente  della Famiglia di San Giuseppe Jato e del Clan dei Corleonesi.
Conosciuto anche come Balduccio o Baldo, è stato un membro dell'organizzazione Cosa nostra e fu colui che sostenne che il boss Salvatore Riina avrebbe baciato rispettosamente il sette volte presidente del Consiglio Giulio Andreotti, quando i due si incontrarono nel 1987.

## Biografia
Di Maggio nacque a San Giuseppe Jato, in provincia di Palermo, e fu iniziato a Cosa nostra nel 1981-1982 nella famiglia mafiosa locale, comandata da Bernardo Brusca. Fu coinvolto nell'eliminazione di Rosario Riccobono e di 3 membri della famiglia di Riccobono nel novembre del 1982, durante la seconda guerra di mafia. Quando il capofamiglia di San Giuseppe Jato, Bernardo Brusca, fu arrestato e suo figlio Giovanni Brusca confinato a Linosa, Di Maggio diventò il capofamiglia, con la benedizione di Salvatore Riina. Ad ogni modo, quando Giovanni Brusca ritornò nel 1989, Di Maggio divenne una presenza scomoda che doveva essere eliminata. Riina si mosse per restaurare la pace, ma Di Maggio non si fidò e lasciò la Sicilia per salvare la sua vita.

### La cattura di Riina
Di Maggio fu arrestato l'8 gennaio del 1993 a Borgomanero (Novara). Ammise immediatamente di essere un "uomo d'onore", e rivelò al generale dei carabinieri Francesco Delfino importanti informazioni, utili alla cattura di Riina. Di Maggio era il tipo di "uomo d'onore" che acquistò peso grazie all'ascesa dei Corleonesi, ma si disilluse in seguito all'eccessiva ferocia della famiglia di Riina. Di Maggio fu portato a Palermo e nel corso della notte gli furono esibiti i filmati dei servizi di osservazione svolti dal Ros del Generale Mario Mori nei mesi e nei giorni precedenti, sino a quando non riconobbe nella donna che usciva dal cancello di via Bernini Antonietta Bagarella, moglie del boss. Il giorno successivo accompagnò sul posto la squadra speciale dei Carabinieri (i ROS) che individuò Riina arrestandolo. Grazie alle rivelazioni di Balduccio Di Maggio, Riina fu arrestato il 15 gennaio 1993.

### Il bacio d'onore
Di Maggio ammise di essere stato presente ad un incontro con Giulio Andreotti dove Totò Riina baciò il sette volte premier. Affermò in una testimonianza agli inquirenti di Palermo:
In accordo con le testimonianze di Di Maggio, nel settembre del 1987 avvenne un incontro nella casa di Palermo di Ignazio Salvo, accusato ufficialmente di avere contatti con Cosa nostra. Sempre Di Maggio disse:
Andreotti smentì le accuse a suo carico, definendo Di Maggio un bugiardo. Indro Montanelli dubitò delle rivelazioni dicendo che:
I giudici della corte di appello rigettarono le testimonianze di Di Maggio sul bacio scambiato tra Riina e Andreotti.

### Vendetta
Di Maggio, durante il programma di protezione dei testimoni, tornò nella sua città natale tra il 1995 e il 1997, e cominciò la sua vendetta contro gli uomini del suo rivale Giovanni Brusca, arrestato nel 1996, nel territorio di San Giuseppe Jato, Altofonte e San Cipirello, in cooperazione con altri pentiti, come Santino Di Matteo e Gioacchino La Barbera. Nonostante il loro pentimento, ricominciarono la loro attività criminale dovuta alle atroci vendette portate avanti dai Brusca, nei confronti dei loro familiari.
Il 14 ottobre del 1997 Di Maggio fu arrestato nuovamente. Di Maggio dichiarò di avere incoraggiato la ricerca e la cattura di Giovanni Brusca, e l'affare creò uno scandalo in Italia e danneggiò il programma di aiuto testimoni e il processo contro Andreotti. Di Maggio ricevette un bonus per il programma di protezione di 300.000 dollari. Nel 2001 torna in carcere e nell'aprile del 2002 ricevette l'ergastolo per gli omicidi commessi durante il suo periodo di programma di protezione testimoni. Nel 2004 ha ricevuto un altro ergastolo per la strage di Pizzolungo (2 aprile 1985), in cui persero la vita la casalinga Barbara Rizzo e i due figli di 6 anni, Giuseppe e Salvatore Asta.